# Рудо (община)
Рудо (на сръбски: Општина Рудо) е община, разположена в Република Сръбска, част от Босна и Херцеговина. Неин административен център е град Рудо. Общата площ на общината е 343.53 км2. Населението ѝ през 2004 година е 9801 души.